# Pierre Claude François Delorme

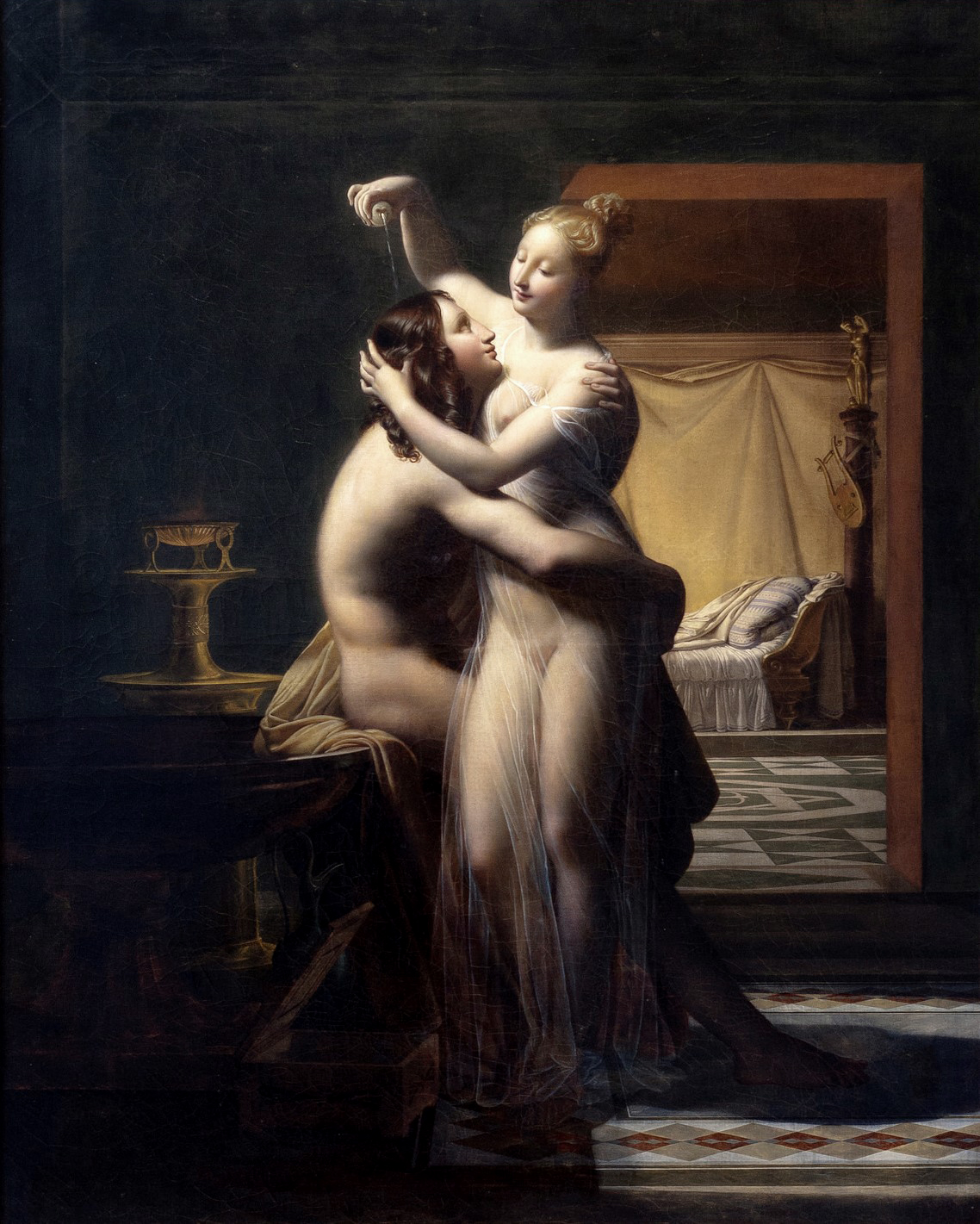
Héro et Léandre

Pierre Claude François Delorme (* 28. Juli 1783 in Paris; † 8. November 1859 ebenda) war ein französischer Historienmaler des Klassizismus.
Delorme war Schüler Anne Louis Girodet-Triosons, bildete sich in Rom nach Raffael und Michelangelo.
Sein erstes im Pariser Salon von 1819 ausgestelltes Werk war das Historienbild „Der Tod Abels“, das heute im Museum von Montpellier gezeigt wird. Delorme war an den Salon-Ausstellungen bis 1851 beteiligt, vor allem mit mythologischen, religiösen und Historienbildern.
Zu seinen größeren Aufträgen zählen Wandmalereien in den Pariser Kirchen St-Gervais-St-Protais, St. Eustache, Notre Dame de Lorette und in der Kapelle von Épernon. Außerdem malte er Porträts für den französischen Adel, bezw. Personen der Pariser Gesellschaft.
Delormes Gemälde wurden unter anderem von dem Kupferstecher Jean Nicolas Laugier (1785–1875), ebenfalls Schüler Girodets, gestochen und vervielfältigt.

## Werke (Auswahl)
- Der Tod Abels, 1819, Museum Montpellier
- Der Tod Leanders, beide gestochen von Laugier,
- Hero und Leander, 1814, Brest, Musée des Beaux-arts
- Die Erweckung der Tochter Iairi,
- Cephalus und Aurora, 1851, Musée municipal, Sens
- Perseus und Andromeda, Rennes, Musée des Beaux-arts